# 阿道夫·贝里曼
阿道夫·贝里曼（瑞典語：Adolf Bergman，1879年4月14日—1926年5月14日），瑞典男子拔河运动员。他曾代表瑞典参加1912年夏季奥林匹克运动会拔河比赛，获得一枚金牌。